# Swansea (stacja kolejowa)
Swansea – stacja kolejowa w Swansea, w Walii. Znajdują się tu 3 perony.